# Cupido korlana
Cupido korlana är en fjärilsart som beskrevs av Otto Staudinger 1901. Cupido korlana ingår i släktet Cupido och familjen juvelvingar. Inga underarter finns listade i Catalogue of Life.